# Sphecodes mutsu
Sphecodes mutsu är en biart som beskrevs av Kazuhiko Tsuneki 1983. Sphecodes mutsu ingår i släktet blodbin, och familjen vägbin. Inga underarter finns listade i Catalogue of Life.